# 甘胺酸亞鐵
甘胺酸亞鐵（Ferrochel）是指由甘胺酸與亞鐵組合而成的結構，為兩個甘胺酸與一個亞鐵離子螯合鍵結而成，其結構與性質有別於其他鐵，因此具有高度利用率與生理作用。

## 吸收率特色
專利技術生產出分子小且穩定的甘胺酸亞鐵，兩個甘胺酸就如同保鑣一樣，保護著亞鐵離子，因為有甘胺酸的保護，亞鐵離子在胃中不會受到解離，可以完整通過消化道，順利進入到血液。保護將亞鐵離子安全送到血液中後，才會安心離開，讓亞鐵離子可以和構成血紅素的蛋白質結合，合成血紅素。甘胺酸亞鐵(Ferrochel)因分子小，且受到甘胺酸的保護，所以其吸收利用率高於一般鐵劑（硫酸亞鐵）4.5倍。

## 安全性
一般的鐵劑在被吸收前必須在消化道內被消化或離解，解離出來的鐵易引起一些胃腸道的副作用，如便秘和急性腹痛，嚴重者甚至會出現噁心想吐的症狀；通過胃的鐵，還會與腸內的硫化氫結合成黑色的硫化鐵沉澱，形成黑色糞便排出體外，不僅吸收率低下，還會因腸腔中硫化氫含量減少，降低了硫化氫對腸壁的刺激作用，造成便秘問題。甘胺酸亞鐵(Ferrochel)在胃中不離解，不具有一般鐵劑的副作用，毒性極低，安全性高，活性穩定，可以保持螯合狀態通過胃、抵達小腸被吸收，不刺激腸胃也不會造成便秘。